# Maria Alexandrovna de Russie
Pour les articles homonymes, voir Maria de Russie et Marie du Royaume-Uni.
Titre
Duchesse consort de Saxe-Cobourg et Gotha
22 août 1893 – 30 juillet 1900
(6 ans, 11 mois et 8 jours)
Maria Alexandrovna de Russie (en russe : Mariya Aleksandrovna Romanova ; Мария Алекса́ндровна Рома́нова), née le 17 octobre 1853 à Tsarskoïe Selo et morte le 24 octobre 1920 à Zurich, est un membre de la famille impériale russe et de la famille royale de Grande-Bretagne et d'Irlande.
Grande-duchesse de Russie de naissance, elle devient par mariage duchesse d'Édimbourg, comtesse de Kent et duchesse de Saxe-Cobourg et Gotha.

## Biographie

### Famille et jeunesse

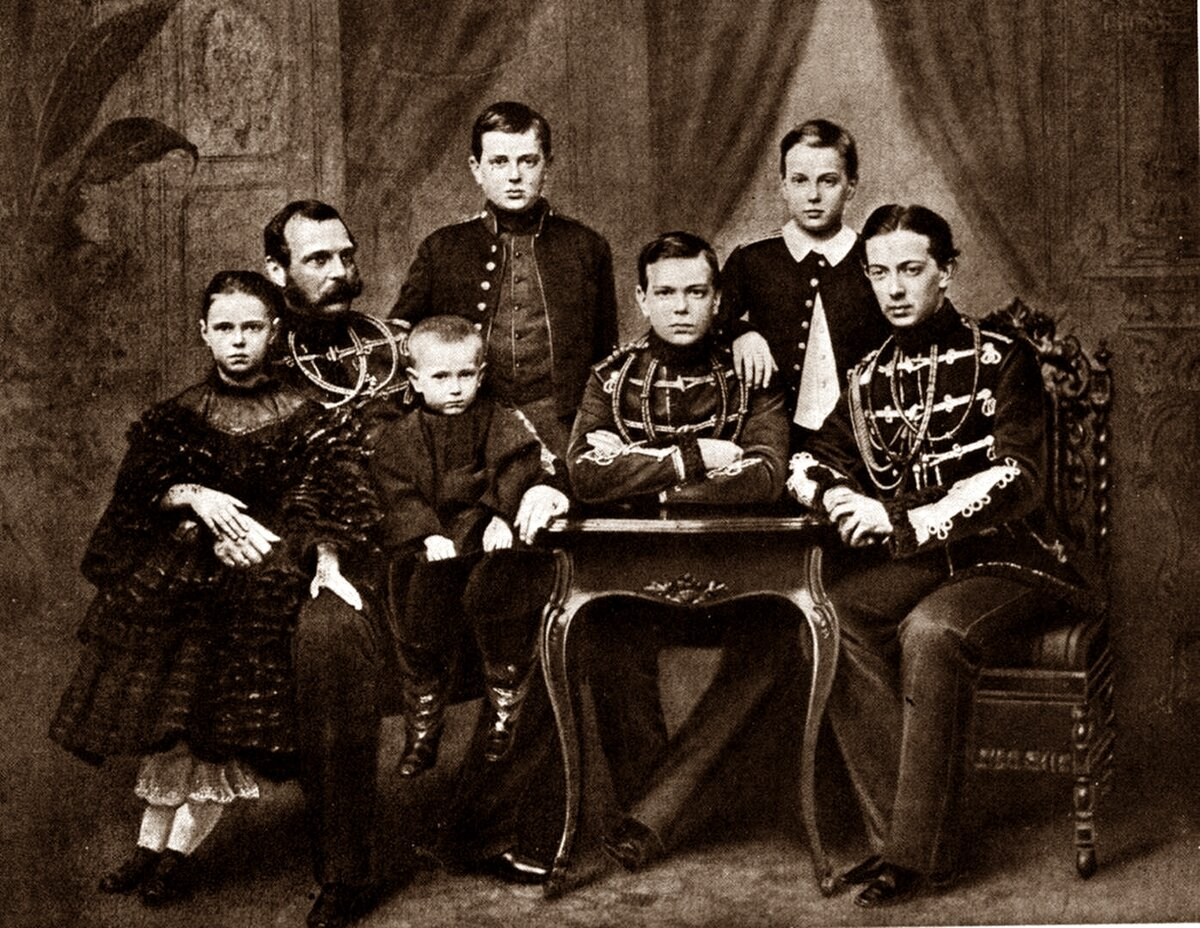
Maria et sa famille en 1861. De gauche à droite : Maria, Alexandre II avec Serge sur ses genoux, Vladimir, Alexandre, Alexis et Nicolas.

La grande-duchesse Maria Alexandrovna est née 17 octobre 1853 au palais Alexandre à Tsarskoye Selo ,. Elle est la sixième enfant et la seule fille survivante des huit enfants d'Alexandre II de Russie et de sa première épouse Marie de Hesse-Darmstadt ,. La grande-duchesse grandit entourée de ses quatre frères aînés, Nicolas Alexandrovitch, Alexandre III de Russie, Vladimir Alexandrovitch et Alexis Alexandrovitch, et de ses deux frères cadets, Serge Alexandrovitch et Paul Alexandrovitch. Elle n'a jamais connu son unique sœur, la grande-duchesse Alexandra Alexandrovna de Russie, morte avant sa naissance en 1849. Maria Alexandrovna manque elle-même de mourir d'une maladie de la gorge à l'âge de sept ans.
Elle passe son enfance dans le luxe et la splendeur des immenses palais et domaines appartenant aux Romanov . Les résidences principales de la famille sont le palais d'Hiver à Saint-Pétersbourg, et le palais de Gatchina, à soixante kilomètres au sud. L'été, la famille loge au palais de Peterhof, un grand complexe avec des fermes et divers pavillons sur le golfe de Finlande . De la fin de l'été à l'hiver, la famille impériale s'installe à Tsarskoïe Selo, au palais Catherine et au palais Alexandre. Sur l'île des enfants, située sur un étang du parc du palais Alexandre, Maria Alexandrovna dispose de sa propre petite maison, interdite aux adultes, où elle joue avec ses frères . Son père y ajoute une ferme l'année de ses huit ans .

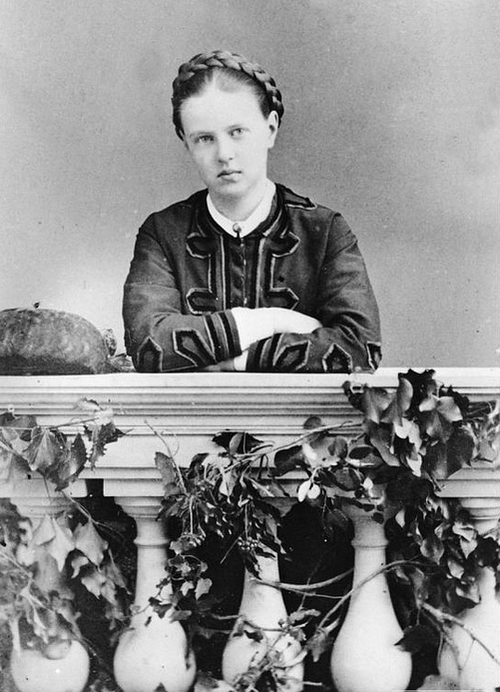
La grande-duchesse Maria Alexandrovna de Russie dans sa jeunesse.

Maria Alexandrovna est adorée de ses parents. La confidente de sa mère, Anna Tiouttcheva (1829-1889), fille du célèbre poète Fiodor Tiouttchev, écrit que « toute la famille adore cet enfant » et que ses parents « la couvrent de baisers et d'affection ». L'impératrice Marie ressent une « adoration sans bornes »  pour sa fille unique. Alexandre II aime passer du temps avec elle, et il la considère comme son enfant préféré. Il confie à Anna Tiouttcheva que « presque tous les soirs je viens donner sa soupe au petit chérubin. C'est la seule minute agréable de toute ma journée, la seule fois où j'oublie les ennuis qui me pèsent ». Quand ses leçons l'ennuient, elle fait irruption dans le bureau de son père et interrompt ses réunions avec ses ministres.
Maria Alexandrovna a une relation étroite avec ses frères. Sa gouvernante note qu'elle « ne peut pas supporter que quelqu'un réprimande l'un de ses frères. Cela la conduit à un état de véritable désespoir ». L'impératrice Marie souffrant de faiblesses pulmonaires, elle doit se rendre constamment en Allemagne et en Europe du Sud pour échapper aux rudes hivers russes et emmène souvent ses trois plus jeunes enfants avec elle. Maria Alexandrovna devient donc particulièrement proche de ses deux jeunes frères, les grands-ducs Serge et Paul Alexandrovitch.
La grande-duchesse développe un caractère indépendant et une forte volonté. "Elle est absolument authentique et ne change jamais devant des étrangers", observe Anna Tyutcheva, ajoutant que : « Elle a l'habitude d'être le centre du monde et que tout le monde lui cède ». Anna Tiouttcheva la décrit encore comme « têtue et intransigeante », commentant qu'« on ne peut pas la traiter brusquement ou la raisonner longtemps ». En août 1867, au palais de Livadia, en Crimée, la famille impériale rencontre Mark Twain. Le célèbre écrivain américain décrit Maria Alexandrovna comme « une jeune fille aux yeux bleus, modeste et jolie » . Comme de nombreux contemporains, Twain remarque l'influence que la jeune grande-duchesse a sur son père.

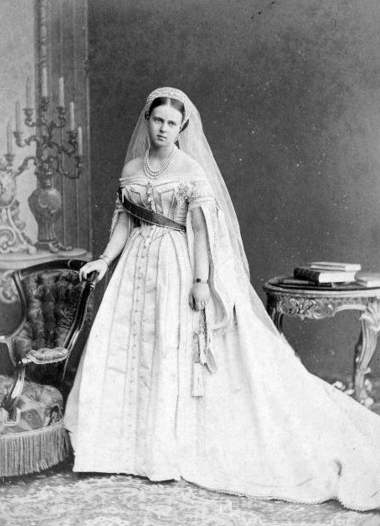
La grande-duchesse Maria Alexandrovna portant la tenue traditionnelle de la cour impériale.

Maria Alexandrovna est éduquée à la cour sous l'autorité stricte de sa gouvernante, la comtesse Alexandrine Tolstoï ,. Elle est la première grande-duchesse russe à être élevée par des nourrices anglaises et à parler couramment anglais. Outre l'anglais et son russe maternel, elle maîtrise parfaitement l'allemand et le français.

### Fiançailles

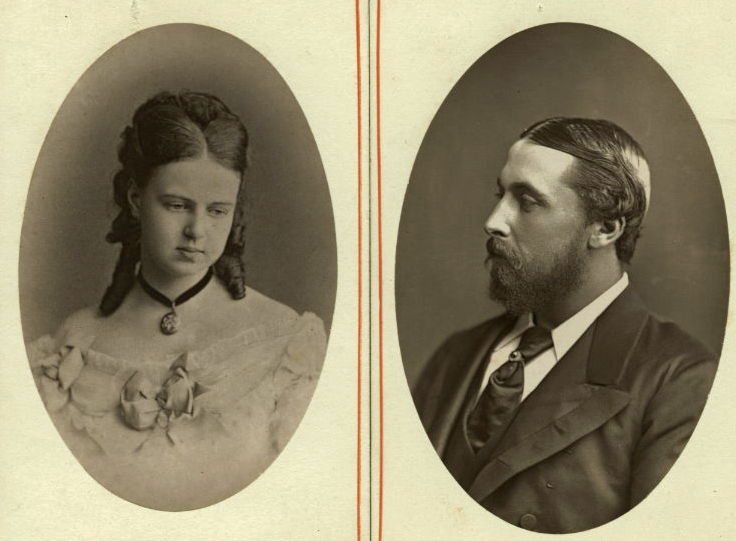
La grande-duchesse Maria Alexandrovna et le prince Alfred vers 1868.

Lors d'une visite à ses cousins maternels, les princes de Battenberg, à Jugenheim en août 1868, la grande-duchesse Maria Alexandrovna rencontre Alfred, duc d'Édimbourg ,. Le prince Alfred, deuxième fils de la reine Victoria, est un jeune homme timide, faisant carrière dans la marine britannique ,. Il rend visite à sa sœur, la princesse Alice, mariée à Louis, cousin germain de Maria Alexandrovna . Les deux années suivantes, les voyages d'Alfred autour du monde avec la Royal Navy le tiennent éloigné . Maria et le prince Alfred se revoient à l'été 1871, lorsque le couple impérial rend à nouveau visite aux Battenberg au château d'Heiligenberg. Le tsar et son épouse sont accompagnés de Maria et de ses deux frères aînés. Alfred s'y trouve également, avec le prince et la princesse de Galles. Au cours de cet été, Maria et Alfred sont attirés l'un par l'autre, passant leurs journées à marcher et à parler ensemble. Ils partagent un amour commun pour la musique : Alfred est un violoniste enthousiaste, tandis que Maria joue du piano. Bien qu'ils souhaitent se marier, aucunes fiançailles ne sont annoncées et Alfred retourne en Angleterre. Leurs parents sont contre cette union. Alexandre II ne veut pas perdre sa fille, à laquelle il est profondément attaché. Il présente la jeunesse de sa fille comme le principal obstacle à ce mariage et suggère une période d'au moins un an avant qu'une décision définitive ne soit prise. Le tsar s'oppose également  à avoir un gendre britannique en raison du sentiment anti-anglais en Russie après la guerre de Crimée . Quant à la tsarine, elle considère les coutumes britanniques comme particulières et le peuple anglais comme froid et hostile. Elle est convaincue que sa fille n'y serait pas heureuse. Cependant, les négociations de mariage commencent en juillet 1871, pour être bloquée dès 1872 .

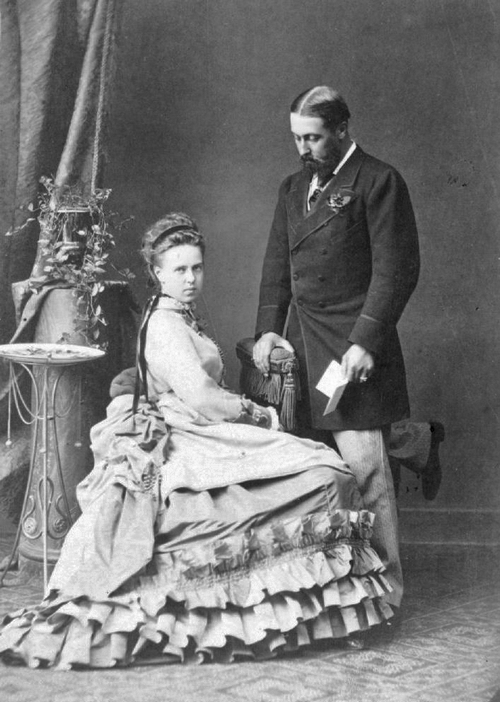
Photographie officielle des fiançailles de la grande-duchesse Maria Alexandrovna et du prince Alfred en 1873.

La reine Victoria est également contre ce mariage. Aucun prince britannique n'a jamais épousé une Romanov, et elle pressent des problèmes avec la religion et l'éducation orthodoxe de Maria. La reine considère que la Russie est inamicale envers la Grande-Bretagne. Victoria se méfie également des mouvements russes en direction de l'Inde. La reine est donc consternée d'apprendre que les négociations officielles ont repris en janvier 1873. Le bruit court alors à Saint-Pétersbourg que Maria Alexandrovna s'est compromise avec le prince Nikolaï Galitzine, aide de camp du tsar, et sa famille est impatiente de la marier. La reine Victoria met donc de côté sa fierté et ne dit rien. Les deux mères continuent à chercher d'autres partis pour leurs enfants, mais Alfred et Maria les refusent tous. Marie n'agrée ni le prince de Wurtemberg ni le prince de Mecklembourg-Strelitz qui lui sont présentés comme alternatives. Comme la tsarine n'a pas réussi à trouver un prince allemand acceptable pour sa fille, une rencontre entre Alfred, la tsarine et sa fille a lieu à Sorrente, en Italie, à la mi-avril 1873 . Les retrouvailles ne se passent pas comme prévu car Marie a de la fièvre et Alfred ne peut passer que peu de temps avec elle. Cette année-là, un différend anglo-russe a lieu à propos de la frontière afghane. Les ministres de la reine pensent qu'un mariage pourrait contribuer à apaiser les tensions entre les deux pays, ne serait-ce qu'en mettant les monarques en contact plus étroit les uns avec les autres .
En juin 1873, le tsar Alexandre II rejoint sa femme et sa fille à Ems, ville d'eau huppée sur la Lahn. Alfred est invité à les rencontrer à Jugenheim. Alfred arrive début juillet. Le 11 juillet, il fait sa demande en mariage à Maria Alexandrovna qui l'accepte. Il envoie un télégramme à sa mère : « Maria et moi nous sommes fiancés ce matin. Je ne peux pas dire à quel point je suis heureux. J'espère que vous nous accordez votre bénédiction". La reine lui adresse ses félicitations, mais confie ses doutes à son journal : "Ne connaissant pas Marie, et réalisant qu'il peut encore y avoir de nombreuses difficultés, mes pensées et mes sentiments sont plutôt mitigés." Lorsqu'elle annonce la nouvelle à sa fille aînée, princesse héritière de Prusse, la reine écrit simplement : "The murder is out." .

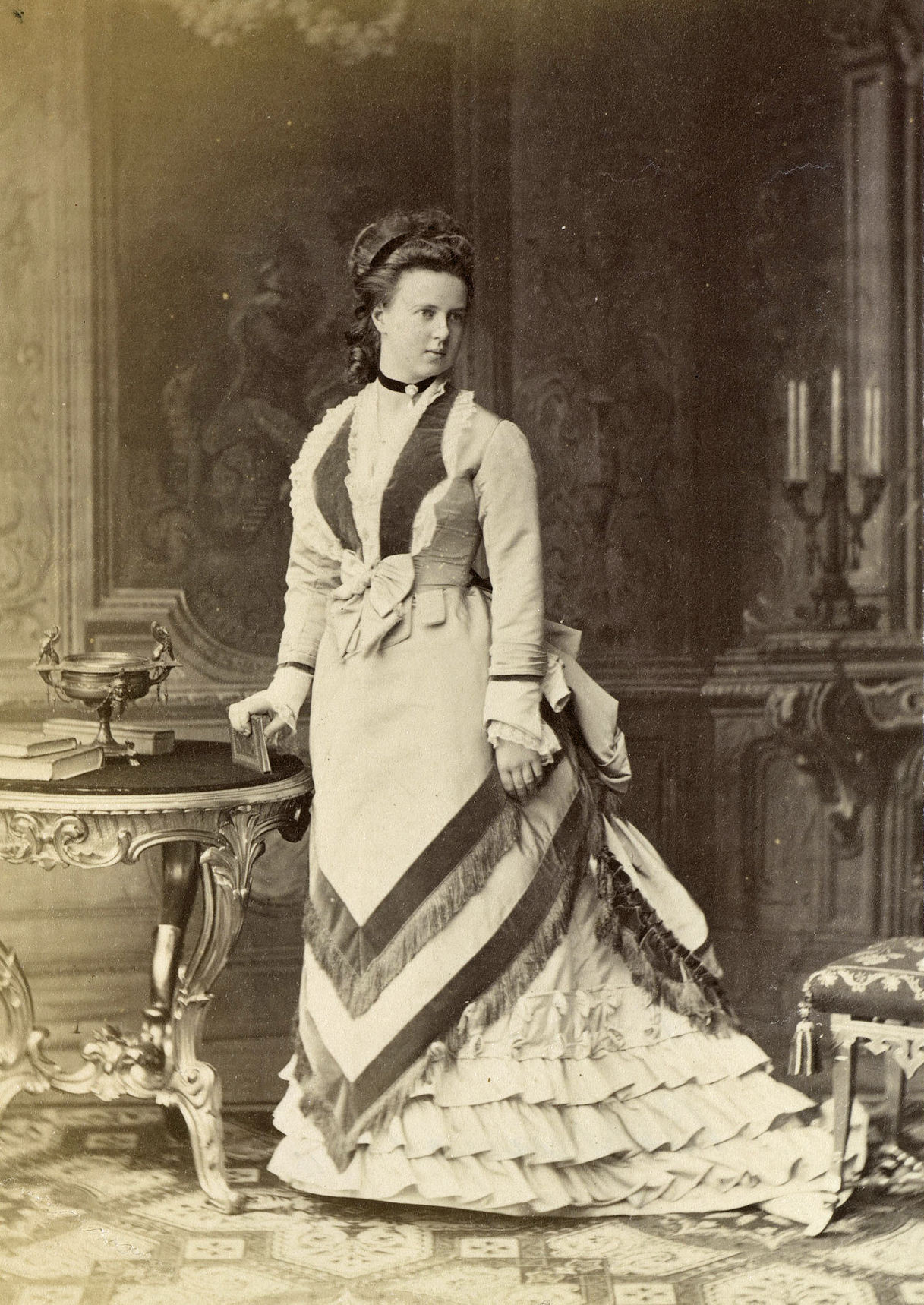
La grande-duchesse Maria Alexandrovna vers 1873.

Alexandre II de Russie accorde à sa fille une dot échelonnée de 100 000 £, plus une indemnité annuelle de 32 000 £ . Il offre également à sa fille unique certains des plus beaux bijoux appartenant aux Romanov, dont les saphirs qu'il a hérités de sa mère, l'impératrice Alexandra Feodorovna de Russie (née Charlotte de Prusse) et une parure ayant appartenu à Catherine II . En cadeau de mariage, le tsar commande une parure complète de diamants et rubis birmans au joaillier de la cour Bolin . Ses autres bijoux comprennent un kokochnik en diamants, qui peut également être porté comme collier . George Greville (4e comte de Warwick) écrit "j'ai vu les plus beaux bijoux que je n'avais jamais vus de ma vie"  lorsqu'il visite la maison de Maria à Eastwell et rajoute "On aurait pensé que le monde avait été saccagé pour déposer ces trésors aux pieds de la duchesse, et il semblait y en avoir assez pour toute une famille royale plutôt que pour un seul membre de celle-ci." . Alexandre II donne à Maria un trousseau extravagant d'une valeur de 40 000 £, comprenant "50 robes magnifiques, sans compter les robes de bal, sans parler des splendides fourrures et dentelles à 1 000 roubles le mètre.". Il nomme Alfred chef honoraire d'un régiment de gardes russes et donne même son nom à un cuirassé russe, le Herzog Edinburgsky.
Une semaine après les fiançailles, le projet d'alliance anglo-russe connaît sa première crise. La reine Victoria demande en effet au tsar d'amener Maria en Écosse, afin qu'elle puisse rencontrer sa future belle-fille. Alexandre II refuse. La tsarine suggère qu'ils se retrouvent tous à Cologne en Rhénanie prussienne. La reine qualifie de "simplement impertinent" le fait que "moi, qui suis sûr le trône depuis près de vingt ans de plus que l'empereur de Russie et qui suis une souveraine régnante, je devrais être prête à courir au moindre appel des puissants Russes comme n'importe quelle petite princesse." . Victoria se rend également impopulaire en refusant l'offre du tsar de faire du prince de Galles le colonel d'un régiment russe et en exigeant qu'un service anglican soit organisé à Saint-Pétersbourg parallèlement à la cérémonie orthodoxe. Mais Maria Alexandrovna attend avec impatience son mariage : "Comme je suis heureuse de lui appartenir. Je sens que mon amour pour lui grandit chaque jour. J'ai un sentiment de paix et de bonheur indicible et une impatience sans bornes d'être tout à fait à lui. " .

### Mariage

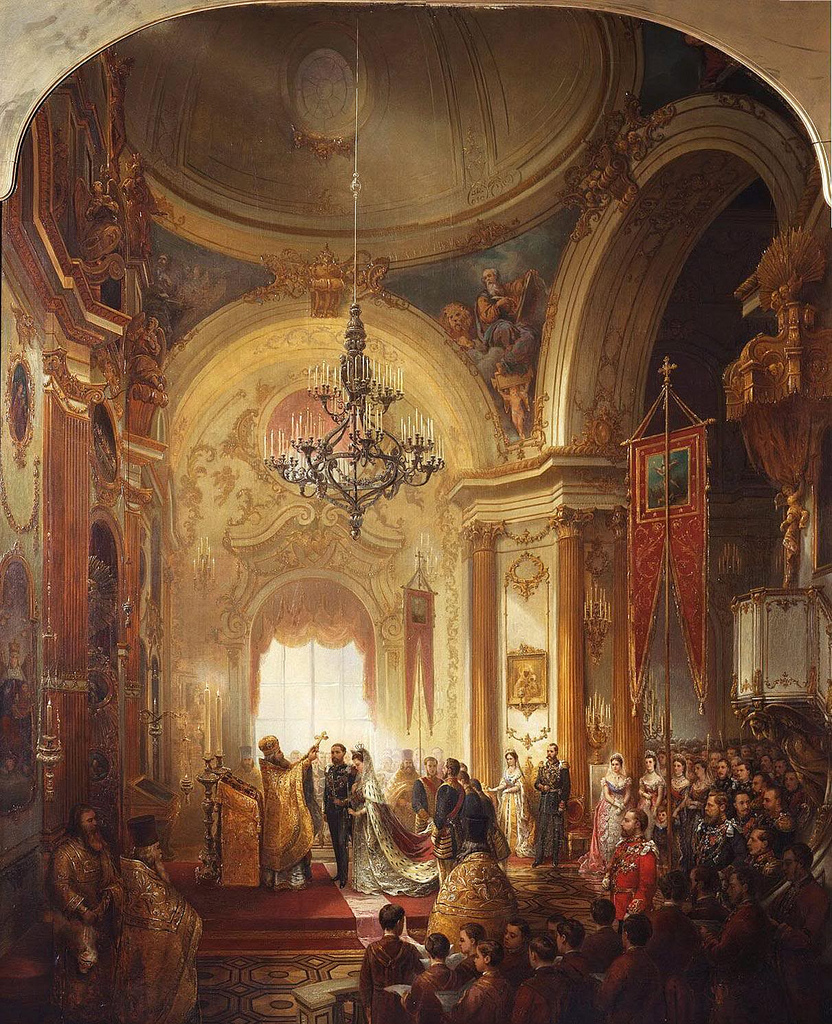
Le mariage de la grande-duchesse Maria Alexandrovna et du prince Alfred au Palais d'Hiver le 23 janvier 1874.

Le 4 janvier 1874, Alfred arrive à Saint-Pétersbourg et séjourne au Palais d'Hiver. Les autres invités britanniques arrivent le 18 janvier. Le mariage est célébré en grande pompe en la Grande Église du Palais d'Hiver le 23 janvier 1874. La reine Victoria est représentée par son fils aîné le prince de Galles et son épouse Alexandra de Danemark, sœur de la tsarevna Dagmar de Danemark. La fille aînée de la reine, Victoria et son époux Frédéric, prince héritier d'Allemagne, sont également présents, tout comme le prince Arthur de Connaught et Strathearn.
La cérémonie de mariage comporte deux parties. Le service orthodoxe a lieu en premier et est célébré par les métropolites de Saint-Pétersbourg, Moscou et Kiev dans la chapelle impériale . Les grands-ducs Vladimir, Alexis et Serge et le prince Arthur se relaient pour tenir les couronnes d'or au-dessus de la tête des mariés. Maria porte une couronne scintillante et un manteau de velours cramoisi garni d'hermine et d'un brin de myrte, spécialement envoyés par la reine Victoria. Alfred porte l'uniforme de la Royal Navy. Le tsar est pâle pendant toute la cérémonie et dit ensuite : "C'est pour son bonheur, mais la lumière de ma vie s'est éteinte." . Après cela, les mariés boivent chacun trois fois dans une coupe de vin. Le service se termine avec le couple se donnant la main sous l'étole du prêtre. Ensuite, l'assemblée se rend au salon Alexandre, où Arthur Penrhyn Stanley, doyen de Westminster, fait Alfred et Maria Alexandrovna mari et femme selon les rites de l'Église d'Angleterre . Les deux offices sont suivis d'un banquet au palais. La célèbre chanteuse d'opéra Adelina Patti chante pour les invités. La soirée se termine par un bal au salon Saint-Georges.
À Londres ce soir-là, la reine Victoria arbore l'Ordre de Sainte-Catherine sur sa robe et porte un toast au jeune couple. Les membres de sa cour qui se rendent à Saint-Pétersbourg sont impressionnés par l'ampleur des célébrations, réceptions et divertissements marquant le mariage anglo-russe. Le major-général Sir Howard Elphinstone note que, dans une pièce, le souper est servi à cinq cents personnes assis à cinquante tables différentes, avec "des palmiers utilisés dans une si grande mesure qu'ils donnent à l'endroit l'apparence d'une serre… la chaleur des salles était presque insupportable, et plusieurs dames ont quitté la salle de bal au bord de l'évanouissement.". Lady Augusta Stanley résume le mariage en deux mots : "Quelle journée !".
Alfred et Maria passent leur nuit de noces au Palais Alexandre à Tsarskoïe Selo. Alexandre II leur a préparé une somptueuse suite au rez-de-chaussée, espérant que cela persuaderait le jeune couple de rester en Russie. Cependant, après une courte lune de miel, Alfred et Maria quittent la Russie pour vivre en Angleterre. Alexandre II ne perd jamais l'espoir qu'ils reviennent et la suite est conservée pour le couple pendant deux décennies. En 1894, elle devient la chambre du dernier tsar et de son épouse, Nicolas II et Alix de Hesse-Darmstadt, respectivement le neveu de Maria et la nièce d'Alfred .

### Duchesse d'Édimbourg

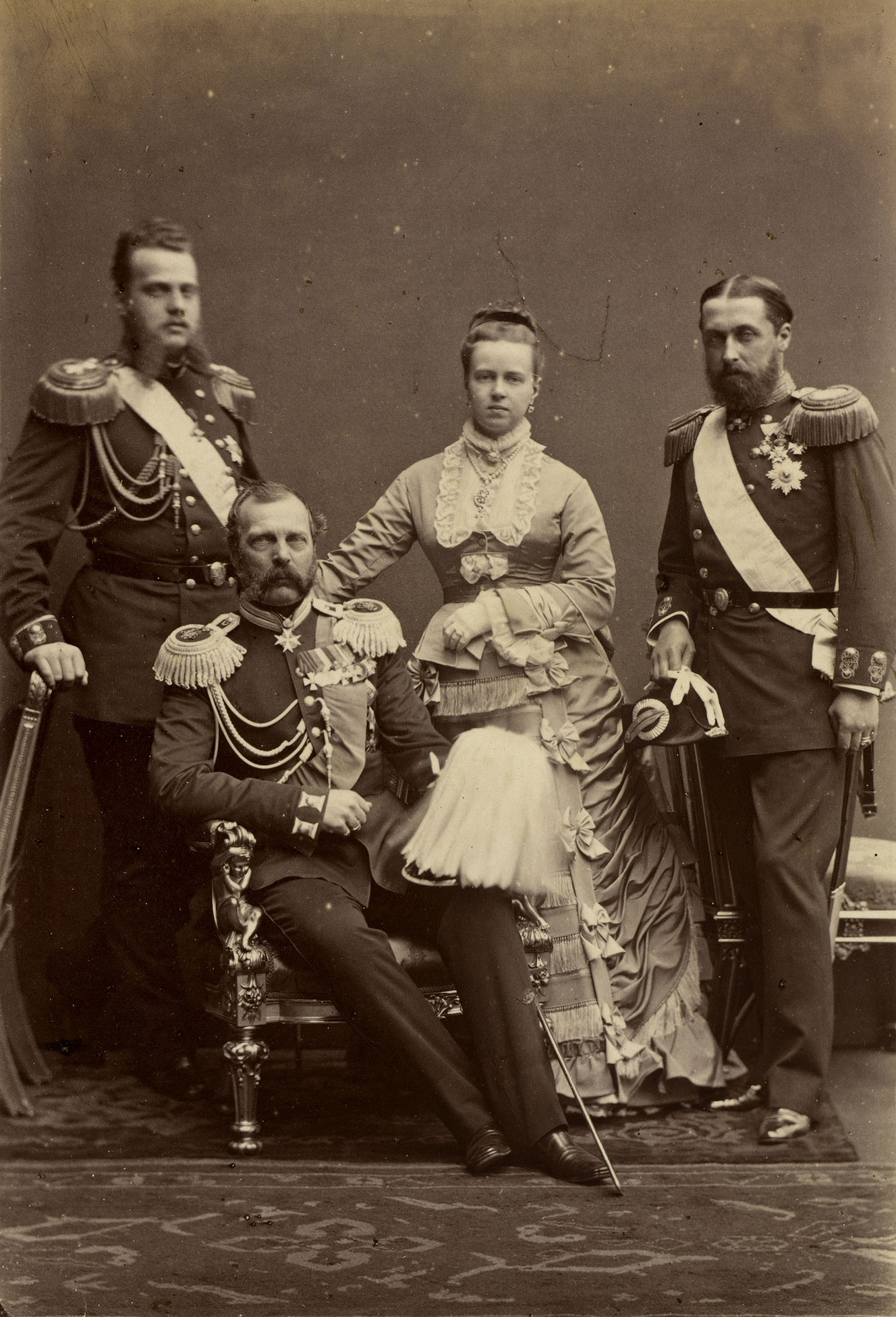
Le grand-duc Alexis, Alexandre II, Maria Alexandrovna et le prince Alfred en mai 1874.

Le duc et la duchesse d'Édimbourg arrivent en Angleterre le 7 mars 1874. La ville de Windsor est décorée en leur honneur avec des Union Jacks et des drapeaux russes, et Maria est très bien accueillie par la foule qui l'attend. La reine Victoria les retrouve à la gare et consigne leur arrivée dans son journal : "J'ai pris ma chère Maria dans mes bras et je l'ai embrassée chaleureusement à plusieurs reprises. J'étais assez nerveuse et tremblante, tant j'avais attendu ce moment… La chère Maria a des manières très amicales, un visage agréable, une belle peau et de beaux yeux brillants… Elle parle merveilleusement bien l'anglais.". Plus tard, la reine décrit sa nouvelle belle-fille comme "des plus agréables, naturelles, sans affectation et civiles" même si "elle n'est pas jolie ou gracieuse et se tient mal". "Je me suis fait une haute opinion d'elle", rapporta la souveraine, impressionnée par "son tempérament merveilleusement égal, joyeux et satisfait – sa disposition aimable et indulgente, exempte de sectarisme et d'intolérance, et son esprit sérieux et intelligent – si totalement exempt de toute hâte - et si plein d'occupation et d'intérêt pour tout, font d'elle une compagne des plus agréables. Tout le monde doit l'aimer." . La reine note également que Maria n'a "pas du tout peur d'Affie et j'espère qu'elle aura la meilleure influence possible sur lui".
Le couple princier fait son entrée à Londres le 12 mars 1874. Des milliers de personnes se massent sur la route de la gare de Paddington au palais de Buckingham pour apercevoir la nouvelle princesse. Pour soulager le mal du pays de la grande-duchesse, le tsar et le grand-duc Alexis effectuent une visite dès mai 1874 .

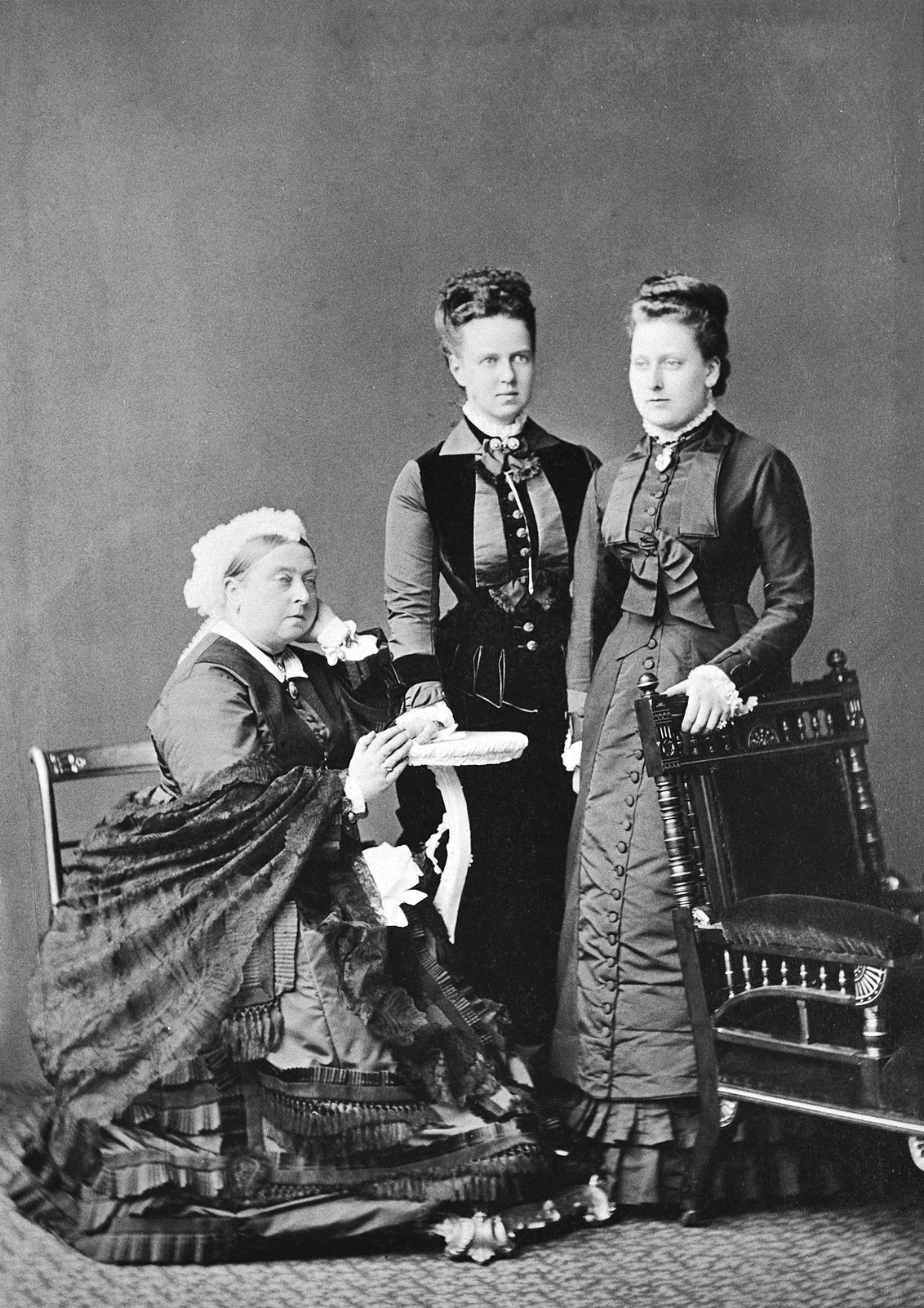
La reine Victoria, la duchesse d'Édimbourg et la princesse Béatrice en mai 1877.

Maria Alexandrovna se dispute souvent avec sa belle-mère sur la manière de s'adresser à elle à la cour. Fille unique du tsar, elle était une altesse impériale qui avait la préséance sur toutes les grandes-duchesses de Russie. Une fois mariée, elle n'a droit qu'au prédicat d'Altesse royale. De plus, elle n'apprécie pas le fait qu'Alexandra de Danemark, devenue par mariage princesse de Galles ait la préséance sur elle. Alexandre II de Russie insiste sur le fait que sa fille soit désignée par le prédicat de Son Altesse impériale, "comme dans tous les pays civilisés". La reine Victoria répond qu'elle ne se soucie pas de savoir si le qualificatif d'impérial est utilisé ou non, tant que celui de royal passe en premier. Un problème supplémentaire est que Maria est à la fois duchesse d'Édimbourg et grande-duchesse de Russie, et la question de savoir quel titre doit être écrit en premier est controversée. En représailles à cette querelle de préséance, la duchesse d'Édimbourg prend un grand plaisir à exhiber ses magnifiques bijoux. Les princesses anglaises sont clairement jalouses de ses diamants, tout comme la reine. Meriel Buchanan, fille du dernier ambassadeur britannique en Russie impériale, décrit la première réception à la cour de Maria : « La reine a comparé le diadème de la duchesse à ceux de ses propres filles, haussant les épaules comme un oiseau dont le plumage a été ébouriffé, la bouche baissée aux coins, dans une expression que ceux qui la connaissaient avaient appris à redouter." . 
Maria Alexandrovna et Alfred ont six enfants. Neuf mois après leur mariage, le 15 octobre 1874 à Buckingham Palace, elle donne naissance à leur premier enfant et fils unique, Alfred. Sa mère est à ses côtés pendant son confinement et pour rencontrer son petit-fils . Elle accouche de leur deuxième enfant et première fille le 29 octobre 1875 à Eastwell Park, Marie, nommée d'après elle-même et sa mère. Maria choque la société anglaise en allaitant elle-même les enfants. Leur troisième enfant, Victoria-Mélita, naît le 25 novembre 1876 à Malte, où la duchesse réside avec son mari, qui y est stationné comme officier de la Royal Navy. Leur quatrième enfant, Alexandra voit le jour le 1er septembre 1878 au château de Rosenau à Cobourg. Elle accouche d'un fils mort-né le 13 octobre 1879 à Eastwell Park. Le 20 avril 1884, elle donne naissance à leur sixième et dernier enfant, Béatrice, à Eastwell . Des années plus tard, elle déplore le fait qu'elle n'ait eu que cinq enfants survivants : "Le seul moment réellement divin est la naissance de l'enfant. Cela ne peut être comparé à rien d'autre. Je pense que si j'avais eu ne serait-ce qu'une dizaine d'enfants, j'aurais gardé le même sentiment." .
Alfred et Maria font de Clarence House leur résidence principale . Elle y fait installer une chapelle orthodoxe pour elle et le prêtre russe qu'elle a amené de Saint-Pétersbourg. De plus, ils disposent d'une résidence de campagne, Eastwell Park, un grand domaine près d'Ashford dans le Kent, où ils passent l'automne, le duc appréciant les parties de chasse, Noël et le Nouvel an. Pendant les vacances d'été, la famille s'installe à Osborne Cottage sur l'île de Wight.
La relation de Maria Alexandrovna avec sa belle-mère se détériore rapidement. Par exemple, lors d'une visite en Écosse, Maria Alexandrovna grelotte dans sa chambre non chauffée du château de Balmoral et ordonne d'allumer un feu. Quand elle est sortie, la reine Victoria entre dans la pièce et ordonne à une femme de chambre de jeter de l'eau sur le feu et d'ouvrir toutes les fenêtres . Elle écrit des lettres à son père décrivant la reine comme une "vieille idiote obstinée et stupide". Sa mère est en colère contre la monarque et écrit : "Pour être tout à fait franche, il est difficile de prendre une telle belle-mère au sérieux, et je suis bien désolée pour Marie." . Sa fille Marie déclare : "Je ne pense pas que ma mère ait toujours trouvé facile d'être la belle-fille de la reine Victoria, même si elles avaient un grand respect l'une pour l'autre." . Maria n'apprécie donc pas sa belle-famille. La compagnie de la reine est en effet oppressante et son mari est un coureur de jupons. Les visites constantes à sa belle-mère au château de Windsor et à Osborne House sont fastidieuses. De ses belles-sœurs et beaux-frères, elle n'a d'affection que pour les deux plus jeunes : le prince Léopold et la princesse Béatrice . Fière de sa grande intelligence, elle considère qu'Alexandra, la princesse de Galles, est une femme légère et frivole. 
Maria a du mal à s'adapter à la Cour britannique. Sa mère écrit que "Maria trouve que Londres est hideux, l'air y est épouvantable, la nourriture anglaise est abominable, les heures de réception sont très fatigantes, et les visites à Windsor et à Osborne ennuyeuses au-delà de l'imaginable." . Maria décrit Londres comme "un endroit impossible, où les gens sont fous de distractions" et ne soutenant pas la comparaison avec les larges rues, les dômes dorés et les magnifiques palais de Saint-Pétersbourg. À ses yeux, le palais de Buckingham et le château de Windsor ne peuvent rivaliser avec les splendeurs du Palais d'Hiver. Bien qu'elle soit passionnée la musique, la duchesse n'aime pas le Royal Albert Hall, le décrivant comme "d'une ambiance toute ecclésiastique et assez ennuyeuse. Chaque concert dure des heures". Lors d'un dîner à Marlborough House, elle converse avec le Premier ministre, Benjamin Disraeli, et lorsque celui-ci identifie son rival, elle s'exclame : "Quelle étrange société ! Partout où je vais, je vois double. Deux premiers ministres, deux secrétaires d'État, deux lords chambellans et deux lords chanceliers !".

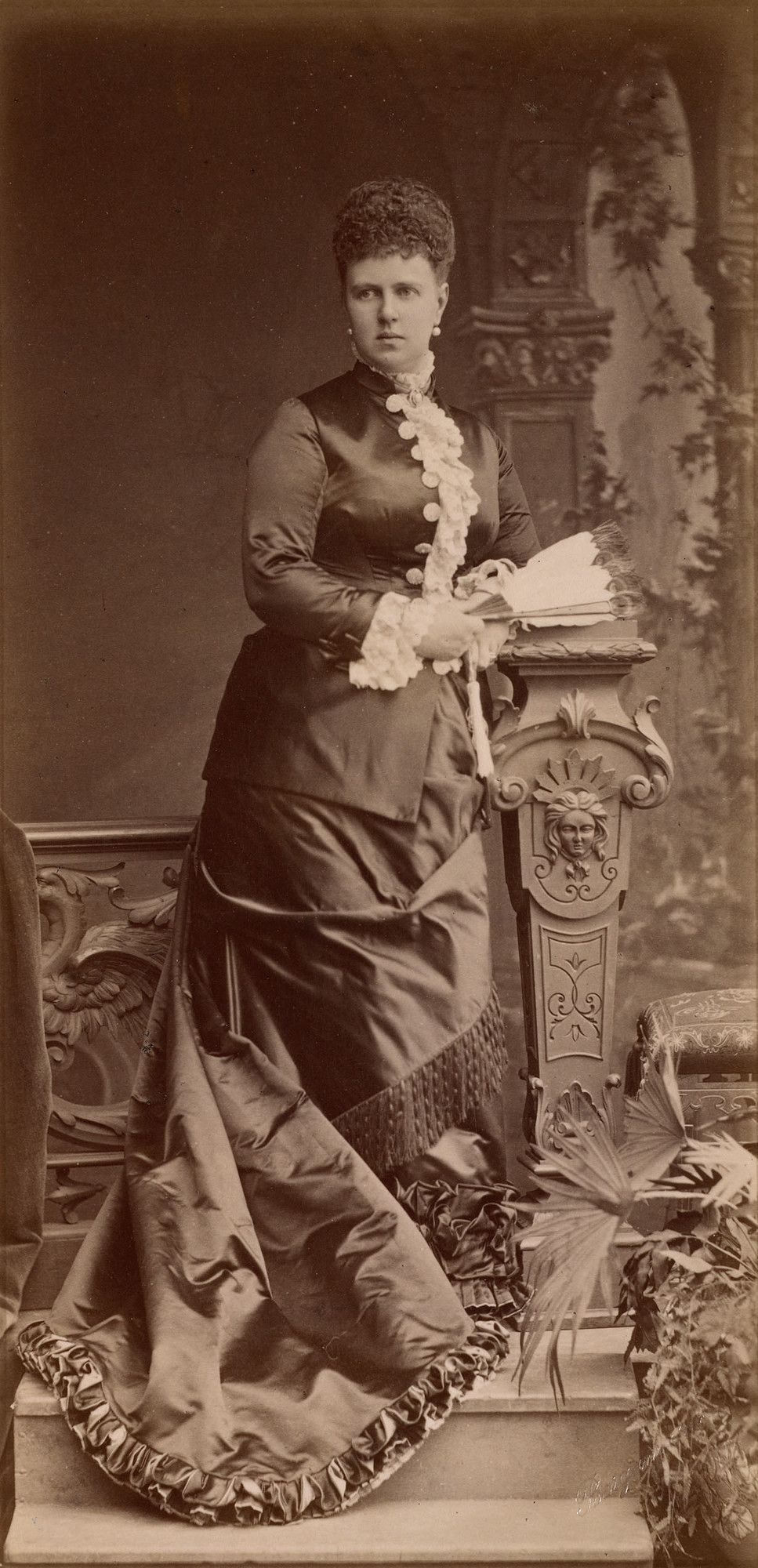
La duchesse d'Édimbourg vers 1880.

Maria a de plus en plus le mal du pays et trouve toujours des excuses pour retourner en Russie. Elle parle de son "cœur russe" et déclare que "chaque voix sympathique de la patrie est sacrée pour moi" . Sa fille Marie écrit que "ma mère aimait tendrement son pays natal et elle ne s'est jamais vraiment sentie heureuse en Angleterre." . Les Britanniques la trouvent rude et masculine dans ses manières. Son attitude impérieuse envers ses serviteurs et son mépris des conventions anglaises, par exemple en fumant en public, la rendent impopulaire. Elle fait clairement comprendre qu'elle ne se soucie guère de ce que les gens pensent.
En 1877, la Russie entre en guerre contre la Turquie pour tenter de prendre le contrôle des Balkans . La reine Victoria envoie au tsar Alexandre II une série de télégrammes agressifs qui manquent de conduire à un la guerre entre les deux pays. La duchesse est profondément choquée par l'hostilité de sa belle-mère envers son pays et en particulier envers son propre père.
Après la guerre, Maria Alexandrovna réside quelque temps à Cobourg, car son mari est l'héritier du duché de son oncle Ernest II de Saxe-Cobourg-Gotha . Elle y fait construire un palais pour sa famille. Le Palais d'Édimbourg est donc construit en face du Palais Ehrenbourg, la résidence officielle du duc régnant, et à côté de l'opéra. Le duc et la duchesse sont des collectionneurs passionnés, et de nombreux objets du palais rappellent à Maria Alexandrovna son pays natal. Maria Alexandrovna organise dans sa nouvelle résidence des divertissements à la russe.
Le 17 février 1880, Maria est de retour en Russie pour les célébrations du vingt-cinquième anniversaire du couronnement de son père. Ce jour-là, des radicaux tentent de tuer le tsar et toute la famille impériale. Maria Alexandrovna retourne en Russie en juin 1880, pour être aux côtés de sa mère mourante. Elle est à Clarence House lorsque son père est assassiné, et elle assiste aux funérailles à Saint-Pétersbourg en mars 1881. Le duc et la duchesse d'Édimbourg sont présents au couronnement de son frère, le tsar Alexandre III, à Moscou en mai 1883.
Maria Alexandrovna est fâchée que la reine Victoria s'oppose au mariage de sa petite-fille la princesse Elisabeth de Hesse-Darmstadt avec son frère préféré le grand-duc Serge Alexandrovitch de Russie. En août 1883, écrit-elle, "cette heureuse et si pleinement satisfaisante perspective de mariage de mon frère Serge va, je pense, échouer, sous l'influence déplorable de la reine… Je savais que dès le départ qu'elle s'était décidé contre en disant qu'elle n'avait entendu que ses louanges, mais qu'il a eu le plus grand de tous les malheurs, il était russe et elle avait assez d'une Russe dans la famille (c'est-à-dire moi, bien sûr)." . En juillet 1884, la duchesse et son époux séjournent à Ilinskoe, auprès du couple qui s'est uni le mois précédent.
En janvier 1886, le duc est nommé commandant en chef de la flotte méditerranéenne britannique, basée à Malte . La famille s'y installe en octobre 1886. Les trois années suivantes, ils passent chaque hiver au palais Saint-Antoine. Le quotidien sur l'île n'est pas exaltant pour la duchesse d'Édimbourg, mais c'est un répit bienvenu de la vie en Angleterre. Pendant son séjour, la duchesse s'avère être une excellente hôtesse, recevant avec succès les officiers de marine et leurs épouses. En 1887, le couple retourne brièvement à Londres pour assister au jubilé d'or de la reine Victoria. La carrière de son mari dans la marine britannique et leurs nombreuses relations dans les cours européennes permettent à Maria Alexandrovna de beaucoup voyager, ce qu'elle apprécie. Elle visite la plupart des pays européens, dont l'Espagne, l'Italie, les Pays-Bas, la Grèce et même le Monténégro, et effectue des voyages annuels en Allemagne, en Angleterre et en Russie.

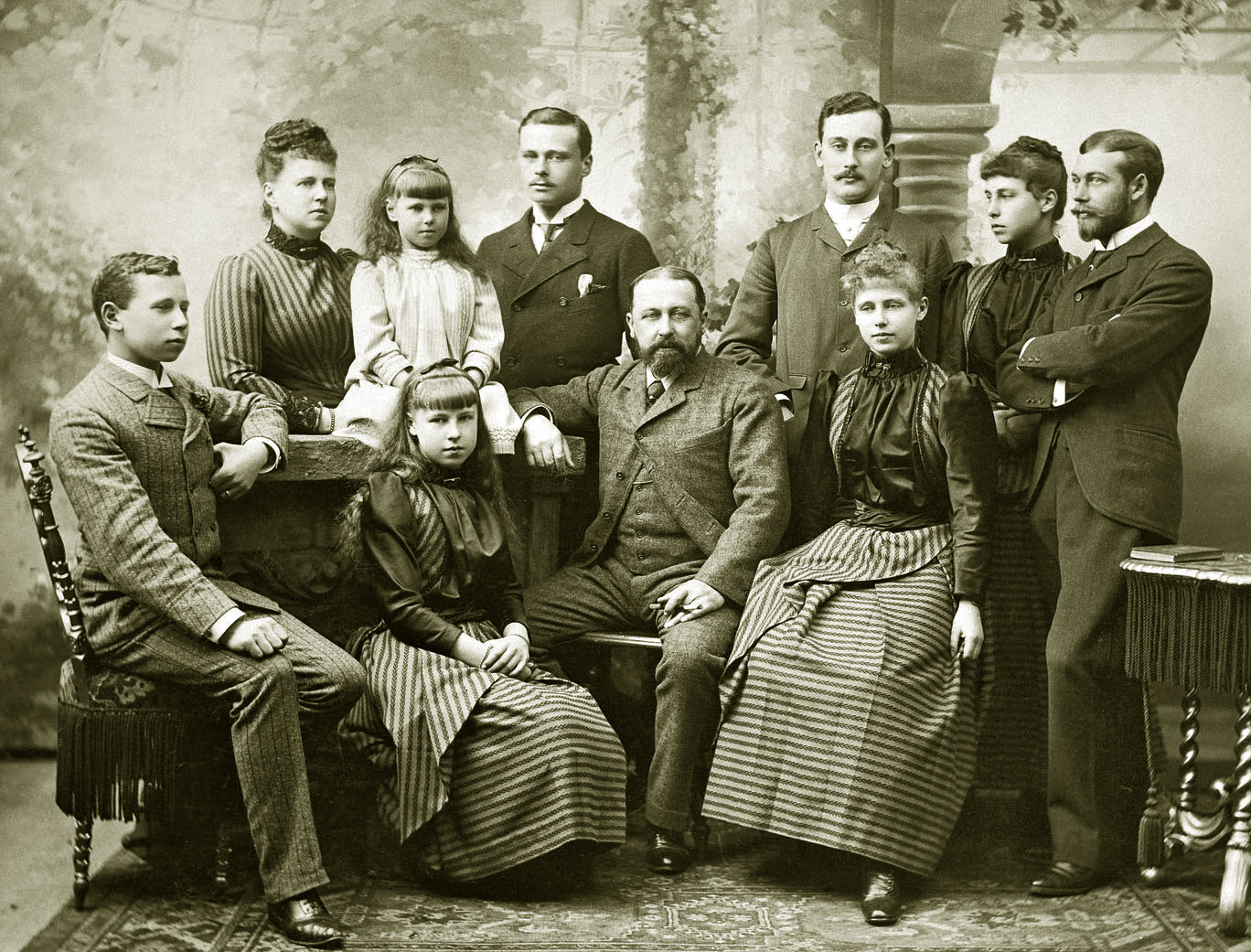
Le duc et la duchesse d'Édimbourg avec leurs enfants, les princes George de Galles et Maximilien de Bade, et le grand-duc Ernest-Louis de Hesse à Cobourg en 1890.

En mars 1889, le duc renonce à son commandement et la famille retourne à Cobourg au Palais d'Édimbourg, où la duchesse tient cour. Son mari, occupé par ses fonctions navales, est absent la plupart du temps. La responsabilité de l'éducation des cinq enfants du couple incombe donc à la duchesse. C'est une mère stricte mais dévouée qui s'assure d'être la personne la plus importante dans la vie de ses enfants . Entre août 1890 et juin 1893, le duc est stationné à Devonport. Maria Alexandrovna n'investit pas la résidence officielle de son mari, et n'y fait que de rares visites avec ses enfants .
Au fil des années, Alfred et Maria s'éloignent. Ils n'ont plus en commun que leur intérêt pour la musique et leurs enfants. Le duc est décrit comme réservé, taciturne, susceptible, sans scrupules, imprévisible, infidèle, et depuis le milieu des années 1880, alcoolique . La duchesse souffre de l'attitude de son mari, mais cache sa vie conjugale troublée à ses enfants, leur offrant un environnement heureux. Elle avouera plus tard à l'une de ses filles qu'elle avait l'impression de n'être jamais autre chose que la "maîtresse légitime" de son mari. Les disputes à propos de leurs enfants s'ajoutent aux problèmes conjugaux du couple . Le duc espère en effet que leur fille aînée, Marie, épouse son neveu, le futur George V. Cependant, la duchesse est déterminée à ce que sa fille évite son erreur, et la marie à la place au prince héritier Ferdinand de Roumanie le 10 janvier 1893.

### Duchesse de Saxe-Cobourg-Gotha

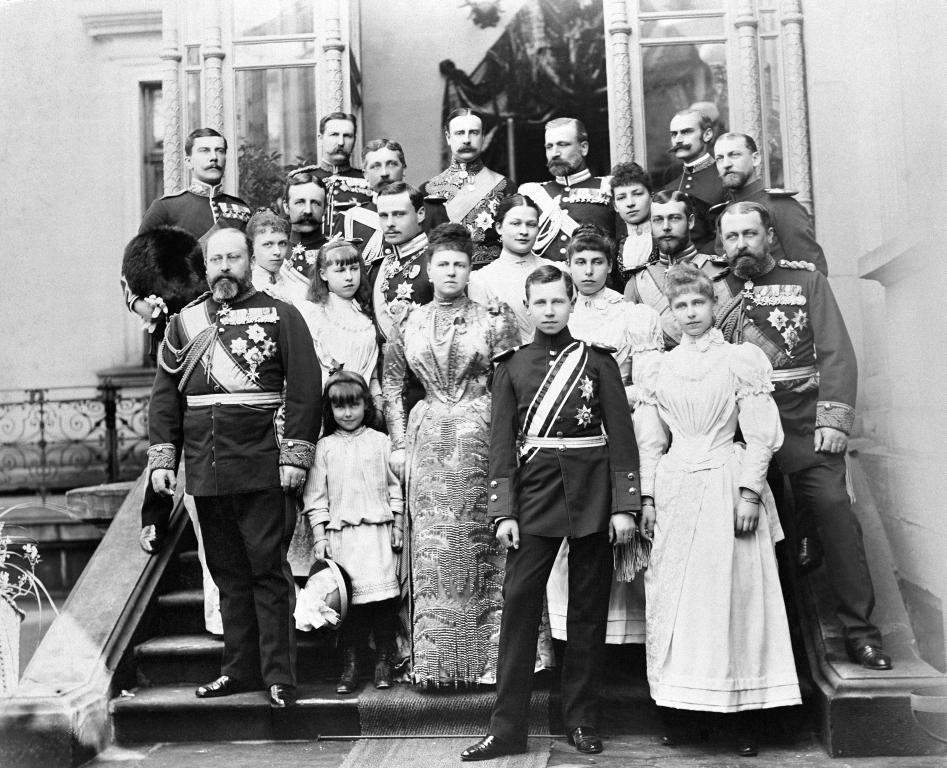
La duchesse et sa famille à la majorité d'Alfred en 1895.

À la mort d'Ernest II de Saxe-Cobourg-Gotha, le 22 août 1893, le prince de Galles ayant renoncé à la succession, le duc d'Édimbourg hérite du duché . Le royaume britannique lui alloue une rente annuelle de 150 000 £, un siège à la Chambre des lords, au Conseil privé, et 10 000 £ lui sont octroyées afin d'entretenir Clarence House, sa résidence à Londres. Contrairement à son mari, mécontent de quitter sa carrière dans la marine, Maria Alexandrovna apprécie pleinement son nouveau rôle. Elle trouve le pays charmant et la perspective d'une "nouvelle position agréable, avec beaucoup à faire" est pour elle une véritable aubaine. Connu pour sa forêt et ses châteaux pittoresques, le domaine ducal est petit, comprenant des terres à Cobourg, à Gotha, en Haute-Autriche et dans le Tyrol, mais elle peut y vivre selon ses désirs dans un domaine à elle . La famille s'installe au Palais Ehrenbourg, sa résidence officielle, mais lui préfère sa résidence d'été, le château de Rosenau, situé sur une colline avec vue sur la campagne environnante. Elle possède également deux résidences à Gotha, où elle vit une partie de l'année : le château de Friedenstein et le château de Reinhardsbrunn, que le duc apprécie pour son domaine de chasse . La duchesse se charge de rénover et décorer les châteaux, mais s'occupe aussi d'œuvres caritatives, en ouvrant par exemple un établissement pour handicapés mentaux qui porte son nom. Ses passions sont l'opéra et le théâtre, qu'elle soutient tant à Cobourg qu'à Gotha. La duchesse est également une lectrice passionnée et aime la cueillette de champignons .

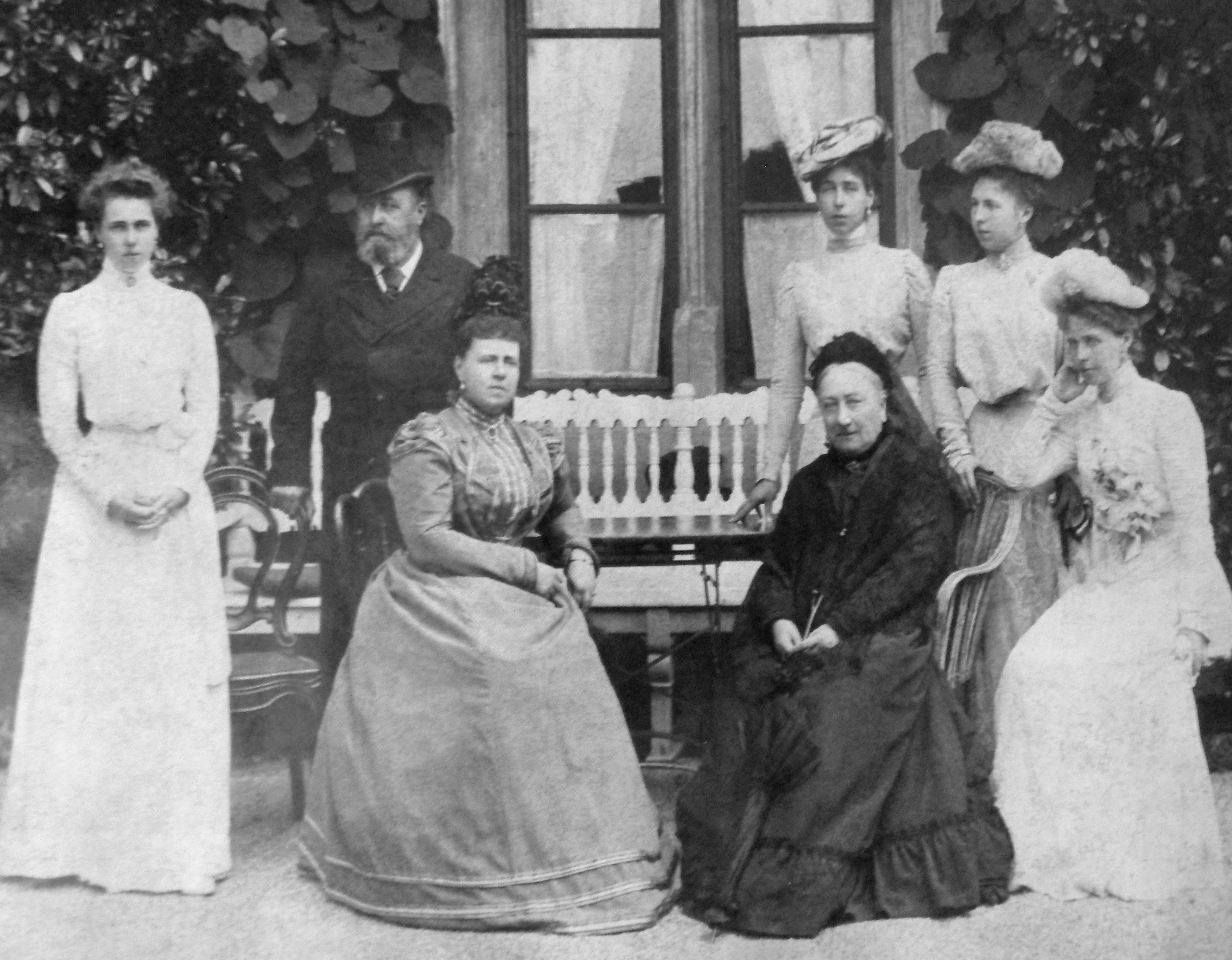
La duchesse et sa famille au château de Rosenau, de gauche à droite : Béatrice, le duc de Saxe-Cobourg-Gotha, Maria Alexandrovna, la duchesse douairière Alexandrine de Bade, Victoria-Mélita, Alexandra et Marie.

En 1893, le couple marie sa fille aîné Marie au Ferdinand de Hohenzollern, prince héritier de Roumanie.
La deuxième fille d'Alfred et Maria, Victoria-Mélita, épouse son cousin le grand-duc Ernest-Louis de Hesse le 19 avril 1894 . La duchesse est initialement contre cette union car Ernest-Louis est proche de sa grand-mère, la reine Victoria, qui assiste au mariage à Cobourg avec de nombreux autres membres de la famille royale . En novembre 1894, le frère aîné de Marie, Alexandre III, meurt à l'âge de 49 ans, et son fils de 26 ans, Nicolas II, devient le nouveau tsar. Alfred et Maria sont arrivés en Russie juste avant la mort d'Alexandre III et restent à Saint-Pétersbourg pour le mariage de Nicolas avec Alix de Hesse-Darmstadt, la plus jeune fille de la défunte sœur d'Alfred, la princesse Alice.
La principale préoccupation de la duchesse est son capricieux fils unique, Alfred, qui mène une carrière mouvementée dans l'armée allemande. Le 15 octobre 1895, il atteint sa majorité, mais il souffre déjà de problèmes de santé. Le mois précédent, malgré les objections de son mari, la duchesse a arrangé le mariage de sa troisième fille, Alexandra, avec le prince Ernest de Hohenlohe-Langenbourg, le petit-fils de la demi-sœur de la reine Victoria, Théodora de Leiningen ,. Il est attaché à l'ambassade d'Allemagne à Londres et sa famille est médiatisée mais pas régnante. Le mariage a lieu à Cobourg en avril 1896, et le mois suivant, Maria Alexandrovna se rend en Russie avec son mari et leurs quatre autres enfants pour le couronnement du tsar Nicolas II à Moscou. En juin 1897, la duchesse et son mari retournent à Londres pour assister au jubilé de diamant de la reine Victoria . À ce moment-là, la relation du couple s'est encore détériorée. Maria Alexandrovna désespère de trouver un sujet de conversation avec son mari car il déteste son intérêt pour la littérature et le théâtre, tandis qu'elle trouve son penchant pour la politique et la chasse ennuyeux. La duchesse est donc soulagée des absences de son mari. Elle écrit même à sa fille aînée : "si seulement vous saviez à quel point la vie est facile et confortable sans lui" . En 1898, la santé du duc est sérieusement détériorée à cause de son tabagisme et de sa consommation excessive d'alcool.

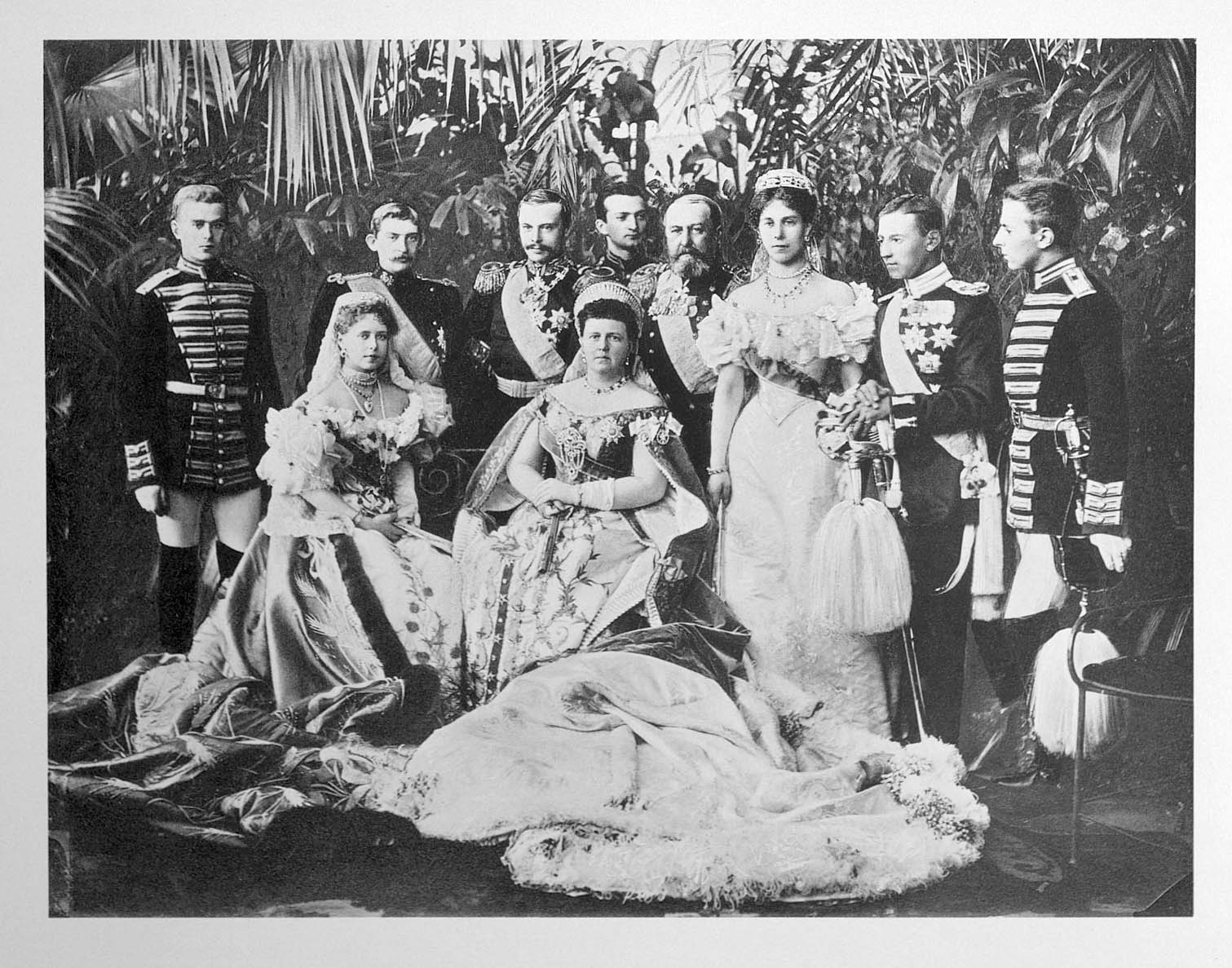
Le duc et la duchesse de Saxe-Cobourg-Gotha avec leurs trois enfants aînés et deux de leurs gendres au couronnement du tsar Nicolas II à Moscou en 1896.

Le 23 janvier 1899, Maria Alexandrovna et son époux célèbrent leur vingt-cinquième anniversaire de mariage au château de Friedenstein . Leur fils unique, gravement malade, est absent des festivités. Alfred est un sous-officier à Potsdam, où ses principaux passe-temps sont le jeu, l'alcool et les femmes . Il a contracté la syphilis en 1892, et en 1898, sa santé s'est rapidement détériorée . Il meurt à l'âge de vingt-quatre ans le 6 février 1899 à Mérano, après s'être tiré une balle de revolver lors des célébrations de l'anniversaire de mariage de ses parents . Le duc a le cœur brisé par la mort du jeune Alfred. Cette tragédie éloigne un peu plus le couple car Alfred blâme sa femme, qui était responsable de l'éducation de leur fils, de la disparition de celui-ci . Terrassée par le chagrin, la duchesse tombe à genoux en sanglotant incontrôlablement lors des funérailles de son fils. Avec la mort d'Alfred, le nouvel héritier du duché de Saxe-Cobourg-Gotha est le neveu du duc, Charles-Édouard, duc d'Albany, venu en Allemagne pour y faire ses études. La succession au duché est compliquée par la nouvelle qu'Alfred est atteint d'un cancer de la gorge, trop avancé pour tout traitement. En mai 1900, il est incapable d'avaler et ne peut être alimenté que par un tube. La duchesse et leur plus jeune fille, Béatrice, en Angleterre pour rendre visite à la reine Victoria, reviennent à Cobourg le 17 juillet, ignorant la gravité de l'état du duc. Le 30 juillet 1900, il meurt dans son sommeil au château de Rosenau. Maria Alexandrovna est à son chevet avec leurs filles Victoria-Mélita, Alexandra et Béatrice. Le duché revient au neveu d'Alfred, Charles-Édouard, alors âgé de seize ans. Durant sa minorité, la régence est exercée par le gendre de Maria, Ernest de Hohenlohe-Langenbourg, pendant près de cinq ans ,.

### Dernières années

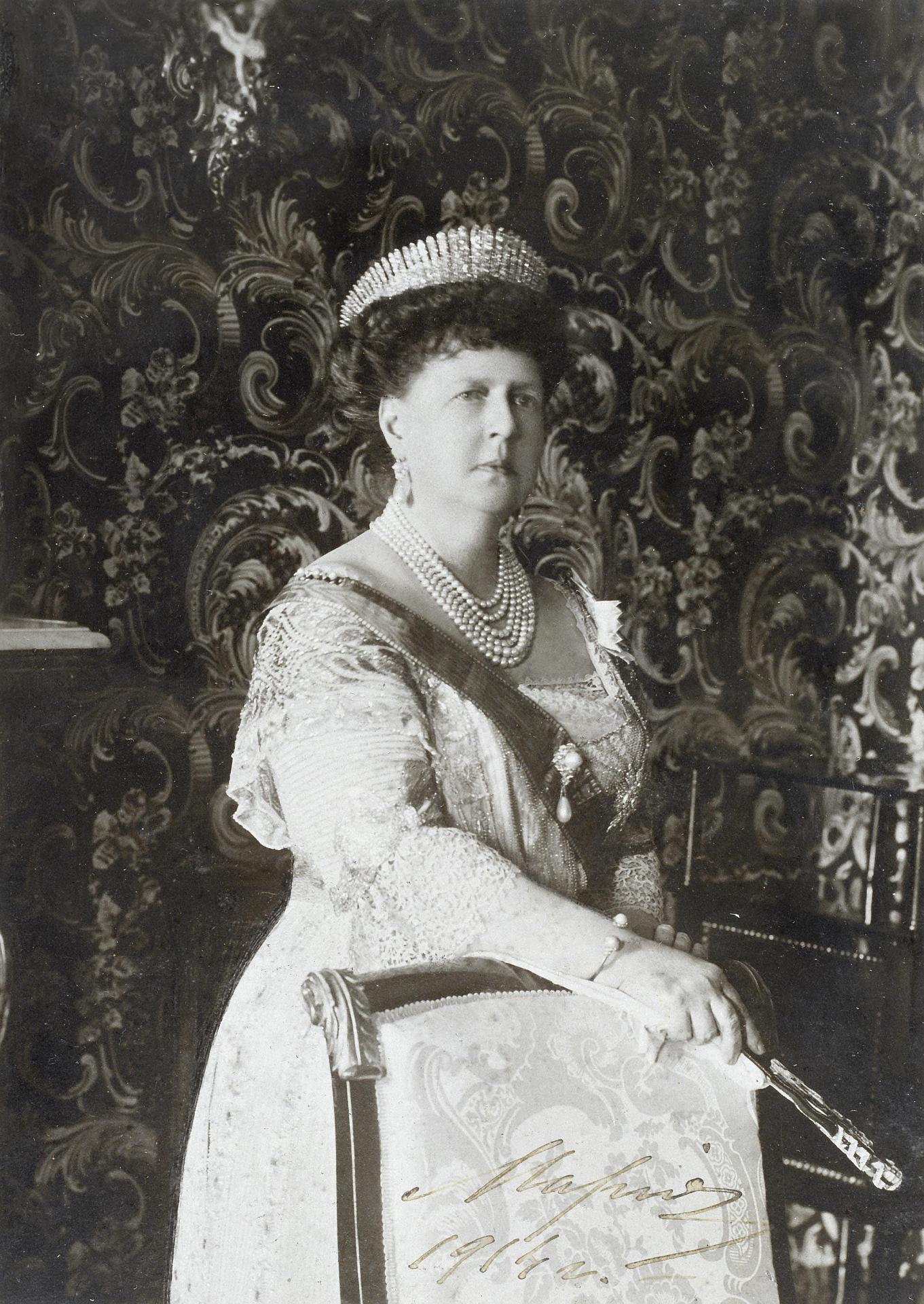
Maria Alexandrovna de Russie en 1914.

Maria Alexandrovna n'a que quarante-six ans lorsqu'elle devient veuve . Après la mort de son mari, elle reste un temps en Angleterre, où elle doit abandonner Clarence House, hérité par son beau-frère, le duc de Connaught. Maria Alexandrovna est à Osborne lors des derniers jours de sa belle-mère, la reine Victoria. Durant son veuvage, Maria Alexandrovna garde le palais d'Édimbourg comme résidence à Cobourg et le château de Friedenstein à Gotha. Le château de Rosenau lui sert de maison de campagne. Cependant, elle passe la plupart de son temps dans sa villa de Tegernsee surplombant le lac de Starnberg en Bavière. Sa résidence d'hiver est le château de Fabron, près de Nice . L'entretien de cinq résidences met ses finances à rude épreuve .
Bien qu'elle critique ses filles, elle les soutient dans tous leurs déboires personnels. En 1901, sa deuxième fille Victoria-Mélita divorce et vient vivre avec elle. Le 25 septembre 1905, elle épouse son cousin, le grand-duc Cyrille Vladimirovitch de Russie . La relation de la duchesse douairière avec son neveu le tsar Nicolas II se détériore, car il s'oppose à cette union , et cela condamne la romance entre la princesse Béatrice et son frère cadet, le  grand-duc Michel Alexandrovitch car ils sont aussi cousins .
Maria Alexandrovna déplore qu'après avoir travaillé dur pour développer le duché de Saxe-Cobourg-Gotha et assainir ses finances, il soit passé à Charles-Édouard de Saxe-Cobourg-Gotha qui en prend le contrôle à sa majorité en juillet 1905. Les relations avec le nouveau duc sont initialement tendues, mais s'améliorent lorsque Charles-Édouard apporte son soutien au mariage de la plus jeune fille de Maria Alexandrovna, la princesse Béatrice avec l'infant Alphonse d'Orléans le 15 juillet 1909 . Les années suivantes, la grande-duchesse se rend fréquemment en Russie afin de voir sa fille, Victoria-Mélita. Le dernier de ses voyages a lieu en mai 1914 .
Au début de la Première Guerre mondiale, Maria Alexandrovna est à Cobourg après une visite à George V. Ses sympathies sont partagées, mais dans la mesure où elle avait été l'épouse d'un prince souverain allemand, elle prend fait et cause pour l'Allemagne contre sa Russie natale. La famille de Saxe-Cobourg-Gotha fait face à une hostilité intense pendant la guerre pour leurs relations britanniques et russes . La position de la duchesse douairière à Cobourg devient intenable lorsque la russophobie se développe dans l'empire allemand. Pour éviter les complications, Maria Alexandrovna reste à l'écart de Cobourg, se retirant à Tegernsee en Bavière . Un jour, alors qu'elle rentre chez elle avec ses deux plus jeunes filles, leur voiture est arrêtée par une foule en colère qui la prend à partie à cause de ses origines russes. Il faut plus d'une heure à la police pour les sortir de la situation. Après cet incident, Maria Alexandrovna s'exile en Suisse au Walhaus, une dépendance du Dolder Grand Hotel à Zürich.
En août 1917, elle écrit : "A 63 ans, je suis très fraîche d'esprit, sinon de corps, et je peux supporter avec patience et résignation une fin de vie triste et peut-être misérable qui est en réserve pour ma vieillesse… Parfois, je semble aussi désespérer, mais pas pour moi-même, mais pour l'état des choses en général.". De nombreux proches de la grande-duchesse sont tués lors de la révolution russe, y compris son seul frère survivant, le grand-duc Paul ainsi que son neveu le tsar Nicolas II et sa famille. Au lendemain de la guerre, la duchesse douairière perd sa grande fortune car la majeure partie de celle-ci était détenue en fiducie en Russie. Ses revenus britanniques sont faibles, et elle est forcée de vendre une grande partie de sa collection de bijoux.
Vivant dans des conditions réduites à Zürich, Maria Alexandrovna retrouve ses deux filles aînées, Marie, reine de Roumanie, et Victoria-Mélita, grande-duchesse de Russie, qui avaient été du côté opposé pendant la guerre . En juillet 1920, elle écrit : « Je suis dégoûtée par l'état actuel du monde et de l'humanité en général… Ils ont détruit et ruiné ma Russie et mon Allemagne bien-aimées". C'est désormais une femme brisée, sa silhouette, toujours dodue, est devenue maigre et ses mains sont sujettes à des tremblements . Bien qu'elle soit touchée par des troubles gastriques, sa mort survient de façon inattendue . Huit jours après son soixante-septième anniversaire, le 25 octobre 1920, l'un des trois seuls enfants du tsar Alexandre II à avoir survécu à la révolution russe meurt dans son sommeil d'une crise cardiaque. Elle est inhumée dans le mausolée ducal de Cobourg aux côtés de son mari et de leur fils. "Elle était profondément religieuse", écrit sa fille aînée, "J'espère que Dieu ne la décevra pas comme la plupart des choses et des êtres l'ont fait dans cette vie." .

## Généalogie
Maria Alexandrovna de Russie appartient à la première branche de la maison d'Oldenbourg-Russie (Holstein-Gottorp-Romanov), issue de la première branche de la maison de Holstein-Gottorp, elle-même issue de la première branche de la maison d'Oldenbourg.
Par sa fille Marie, Maria est l'arrière-grand-mère du roi Michel Ier de Roumanie et du roi Pierre II de Yougoslavie, et par sa fille Victoria-Mélita, elle est également la trisaïeule du prince Georges Mikhaïlovitch de Russie.

## Titulature
- Son Altesse Impériale la grande-duchesse Maria Alexandrovna de Russie (1853-1874)
- Son Altesse Royale et Impériale la duchesse d'Édimbourg (1874-1893)
- Son Altesse Impériale et Royale la duchesse de Saxe-Cobourg-Gotha (1893-1900)
- Son Altesse Impériale et Royale la duchesse douairière de Saxe-Cobourg-Gotha (1900-1920)

## Distinctions
- 17 octobre 1853 : Dame Grand-Croix de l'Ordre de Sainte-Catherine
- 1er janvier 1878 : Dame de l'Ordre de la Couronne d'Inde
- 20 mai 1888 : Dame de l'Ordre de la Reine Marie-Louise [128]
- 28 février 1894 : Dame de l'Ordre royal de Sainte-Isabelle de Portugal [129]
- 1er mai 1896 : Dame de l'Ordre du Lion d'or
- Dame de l'Ordre royal de Victoria et Albert, première classe [130]
- Dame de Justice du Très vénérable ordre de Saint-Jean
- Dame de l'Ordre de Louise, première classe